# Гаррієт Тейлор (веслувальниця)
Гаррієт Тейлор (14 лютого 1994 , Sunningdaled, Беркшир ) — британська веслувальниця, бронзова призерка Олімпійських ігор 2024 року.

## Виступи на Олімпіадах
| Олімпіада  | Дисципліна | Місце |
| ---------- | ---------- | ----- |
| Токіо 2020 | четвірки   | 4     |
| Париж 2024 | вісімки    | 3     |

## Зовнішні посилання
- Гаррієт Тейлор на сайті World Rowing (англійська)
- Гаррієт Тейлор на сайті Olympics.com (англійська)
- Гаррієт Тейлор на сайті Olympedia (англійська)
- Гаррієт Тейлор на сайті British Olympic Association (англійська)